# Пёрнбах
Пёрнбах (нем. Pörnbach) — община в Германии, в земле Бавария. 
Подчиняется административному округу Верхняя Бавария. Входит в состав района Пфаффенхофен-на-Ильме.  Население составляет 2084 человека (на 31 декабря 2010 года). Занимает площадь 22,64 км².

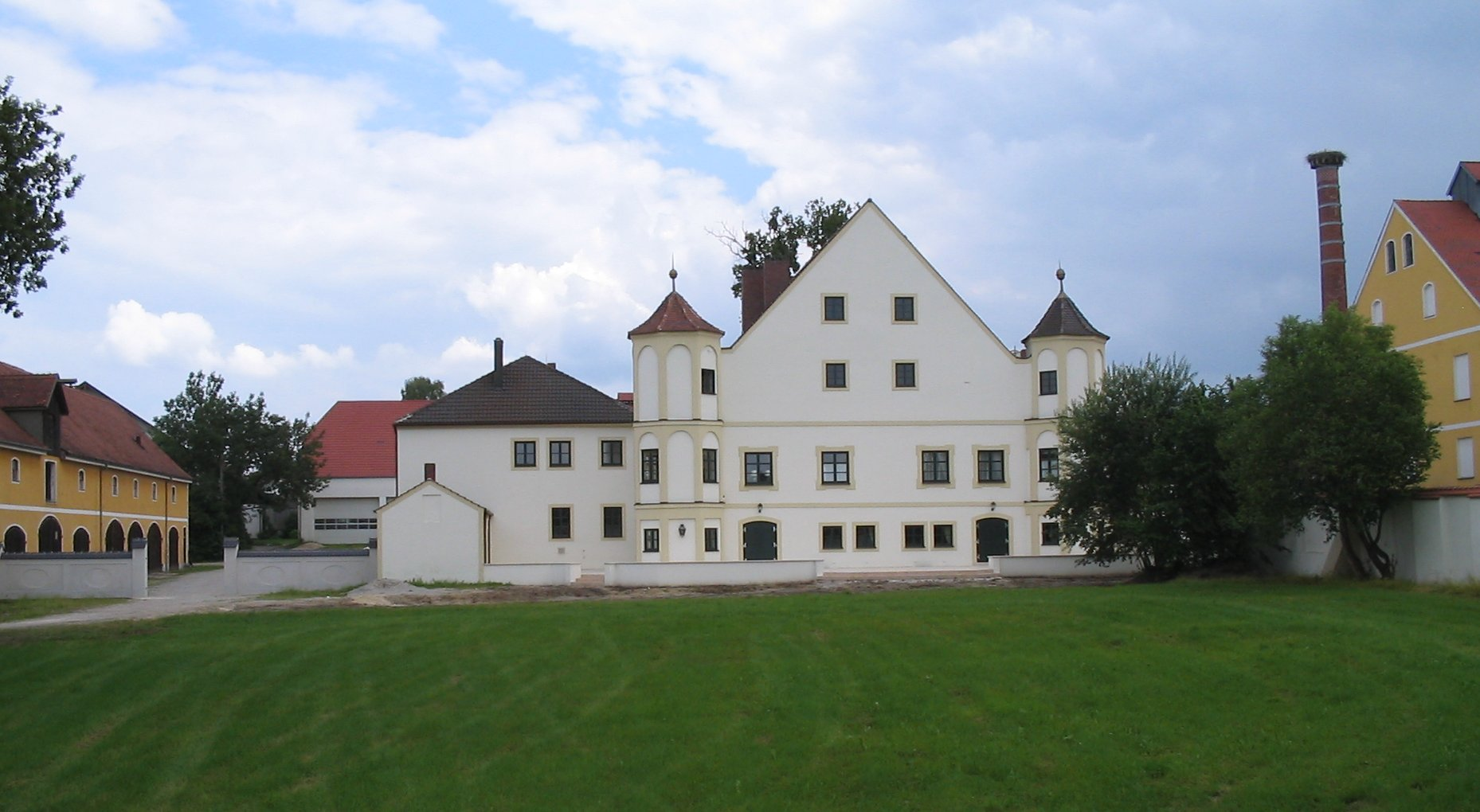
Замок